# Albert Wedemeyer

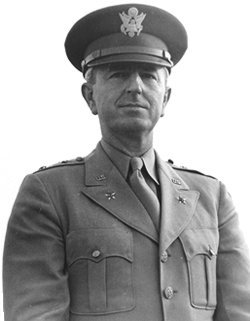
Albert Coady Wedemeyer

Albert Coady Wedemeyer (* 9. Juli 1897 in Omaha; † 17. Dezember 1989 in Fort Belvoir) war ein US-amerikanischer General.

## Leben
Wedemeyer wurde 1897 in Omaha, Nebraska geboren. 1919 absolvierte er die US-Militärakademie in West Point. Von 1934 bis 1936 studierte er an der Command and General Staff School in Fort Leavenworth, von 1936 bis 1938 an der wiedereröffneten Berliner Kriegsakademie. General Beck war einer seiner Mentoren und er nahm 1938 an den jährlichen Manövern teil, so dass er aus erster Hand die Doktrin und Beweglichkeit des deutschen Heeres erfuhr. Sein Bericht darüber wurde 1939 dem damaligen Generalstabschef George C. Marshall vorgelegt, der daraufhin Wedemeyer 1940 ins Kriegsministerium holte, um an der Ausarbeitung einer Panzerabwehrdoktrin mitzuarbeiten. 1941 wurde er als Oberstleutnant Stabsoffizier in der Planungsabteilung (War Plans Division des U.S. War Department) und verfasste den „Victory-Plan“ von 1941. Anschließend nahm er für das War Planning Department 1943 praktisch an jeder großen Kriegskonferenz (Casablanca, Trident und Quadrant) teil. Er war auch maßgeblich an den Invasionsplänen für Europa, einschließlich der Landung in der Normandie, beteiligt.
1943 wurde er Stabschef unter Mountbatten, welcher die alliierten Streitkräfte in Südostasien befehligte. Anschließend war er von 1944 bis 1946 als Nachfolger von Joseph Stilwell Stabschef für General Chiang Kai-shek und Kommandeur der Südostasien-Streitkräfte in der Republik China (das sogenannte China Burma India Theater von General Stilwell war in zwei Teile gespalten worden, das Burma-India Theater ging an General Daniel Sultan).
1948 wurde er Chef des Planungsstabs der Streitkräfte. Er unterstützte General Lucius D. Clays Absicht zur Errichtung einer Luftbrücke während der Berlin-Blockade durch die Sowjetunion. Seine Erfahrungen aus dem Südostasien-Konflikt war mitentscheidend, da hier mehrere vorrückende Armeen jahrelang über den Luftweg versorgt wurden (→ The Hump). Die taktische Organisation erfolgte durch Generalleutnant William H. Tunner, der dann auch zur Reorganisation der Berliner Luftbrücke hinzugezogen wurde. Zwischen dem 1. Oktober 1949 und dem 31. Juli 1951 kommandierte Wedemeyer die 6. Armee, die ihr Hauptquartier im Presidio bei San Francisco hatte.
Die Beförderung zum General erhielt er am 19. Juli 1954, als er seit 1951 bereits aus den aktiven Dienst ausgeschieden war.
1958 veröffentlichte er das Buch Wedemeyer reports!, eine Abhandlung über den Zweiten Weltkrieg mit autobiografischen Zügen. Es erschien in 17 Auflagen und wurde in 5 Sprachen übersetzt; 1958 erschien es in Deutschland.
Am 23. Mai 1985 erhielt er aus der Hand des damaligen US-Präsidenten Ronald Reagan die Presidential Medal of Freedom.
Wedemeyer starb am 17. Dezember 1989 in Fort Belvoir, Virginia.

## Werke
- Wedemeyer Reports!, New York: Henry Holt & Co., 1958.
  - Der verwaltete Krieg, Mohn, Gütersloh (2. Aufl. 1960).
- Wedemeyer on War and Peace. Keith E. Eiler (Hrsg.), Hoover Institution Press, 1987.